# Dina Miftachutdinowa
Dina Arturiwna Miftachutdinowa (ukr. Діна Артурівна Міфтахутдінова, ur. 2 listopada 1973) – ukraińska wioślarka, srebrna medalistka olimpijska z  Atlanty.
Brała udział w dwóch igrzyskach olimpijskich (IO 96, IO 00). Po medal w 1996 sięgnęła w czwórce podwójnej. Osadę tworzyły również Inna Frołowa, Switłana Mazij i Ołena Ronżyna. Na mistrzostwach świata zdobyła w tej konkurencji brąz w 1994 i 1997.